# Eurockéennes
O Eurockéennes de Belfort é um dos maiores festivais musicais de rock da França.  O festival acontece ao ar livre, na reserva natural de Malsaucy, no Território de Belfort, região do Franche-Comté.
Em 2011, o festival foi realizado nos dias 1, 2 e 3 de julho.